# Кубок Іспанії з футболу 1939
Кубок Іспанії з футболу 1939 — 37-й розіграш кубкового футбольного турніру в Іспанії. Титул вдруге здобула Севілья. 

## Календар
| Раунд        | Дата                    | Матчі | Клуби  |
| ------------ | ----------------------- | ----- | ------ |
| Перший раунд | 14/21 травня 1939       | 12    | 14 → 8 |
| 1/4 фіналу   | 28 травня/4 червня 1939 | 8     | 8 → 4  |
| 1/2 фіналу   | 11/18 червня 1939       | 4     | 4 → 2  |
| Фінал        | 25 червня 1939          | 1     | 2 → 1  |

## Перший раунд
| Команда 1         | Заг. | Команда 2            | 1-й матч | 2-й матч |
| ----------------- | ---- | -------------------- | -------- | -------- |
| 14/21 травня 1939 |      |                      |          |          |
| Расінг (Ферроль)  | +:-  | Астурія              | +:-      | +:-      |
| Уніон Монтаньєса  | 1:7  | Оріаменді Спорт      | 0:2      | 1:5      |
| Більбао Атлетік   | 3:8  | Депортіво Алавес     | 1:2      | 2:6      |
| Осасуна           | 1:4  | Сарагоса             | 0:1      | 1:3      |
| Реал Бетіс        | 1:5  | Авіасьйон Насьйональ | 1:1      | 0:4      |
| Сеута             | 4:6  | Севілья              | 3:4      | 1:2      |

## 1/4 фіналу
| Команда 1               | Заг. | Команда 2        | 1-й матч | 2-й матч |
| ----------------------- | ---- | ---------------- | -------- | -------- |
| 28 травня/4 червня 1939 |      |                  |          |          |
| Расінг (Ферроль)        | 3:1  | Реал Сосьєдад    | 3:1      | 0:0      |
| Оріаменді Спорт         | 4:3  | Сарагоса         | 2:1      | 2:2      |
| Авіасьйон Насьйональ    | 3:4  | Севілья          | 2:0      | 1:4      |
| Расінг (Сантандер)      | 3:7  | Депортіво Алавес | 2:5      | 1:2      |

## 1/2 фіналу
| Команда 1         | Заг. | Команда 2        | 1-й матч | 2-й матч |
| ----------------- | ---- | ---------------- | -------- | -------- |
| 11/18 червня 1939 |      |                  |          |          |
| Расінг (Ферроль)  | 3:2  | Оріаменді Спорт  | 1:1      | 2:1      |
| Севілья           | 7:6  | Депортіво Алавес | 6:5      | 1:1      |

## Фінал
| 25 червня 1939 |

| Севілья                                               | 6:2      | Расінг (Ферроль)         |
| ----------------------------------------------------- | -------- | ------------------------ |
| Раймундо 5' Кампаналь 20', 27', 59' Пепільйо 38', 42' | Протокол | Сільвоса 54' (пен.), 57' |

| Монжуїк, Барселона Глядачів: 60 000 Арбітр: Хесус Аррібас |